# Зимин, Виктор Михайлович
Виктор Михайлович Зимин (23 августа 1962, Диссос, Красноярский край — 23 ноября 2020, Москва) — российский государственный и политический деятель.
Глава Республики Хакасия с 15 января 2009 по 3 октября 2018 (временно исполняющий обязанности главы Республики Хакасия с 14 января по 18 сентября 2013). Депутат Государственной думы Федерального собрания Российской Федерации V созыва с 24 декабря 2007 по 15 января 2009.
Член Всероссийской политической партии «Единая Россия». Занимал должность секретаря политсовета хакасского отделения «Единой России».
Заместитель генерального директора ОАО «РЖД», начальник Дирекции развития железных дорог Восточного полигона с 12 марта 2019 до 23 ноября 2020.

## Биография
Родился 23 августа 1962 года на ферме Диссос Краснотуранского района Красноярского края. Отец — русский, а мать — российская немка.

### Образование
Окончил школу в селе Катанов Аскизского района Хакасии.
В 1981 году окончил Абаканский сельскохозяйственный техникум, затем проходил службу в армии, служил в танковых войсках.
В 1993 году окончил Томский инженерно-строительный институт. Виктор Зимин учился в вузе 4 года, вместо положенных 5. В материалах журналиста Алексея Кириченко сообщалось, что в Абакане проживает женщина, у которой есть диплом того же вуза и с тем же номером, что и документ, который Зимин представил в Избирательную комиссию Хакасии, когда баллотировался в депутаты Госдумы.
В 2007 году окончил Томский государственный архитектурно-строительный университет.

### Трудовая деятельность
Работал в Дорстройтресте Красноярской железной дороги мастером, прорабом, начальником участка.
С 1985 года — главный инженер, начальник строительно-монтажного управления.
С 1992 года — заместитель начальника Абаканского отделения Красноярской железной дороги — начальник дирекции строящихся объектов.

### Депутат Верховного Совета Республики Хакасия
Был одним из основателей хакасского отделения партии «Единая Россия».
Осенью 2004 года заместитель начальника Абаканского отделения Красноярской железной дороги Виктор Зимин был включён в список партии «Единая Россия», выдвигаемый на выборах Верховного Совета Республики Хакасия четвёртого созыва. Кроме него в первую тройку вошли секретарь политсовета В. Н. Преловский и заместитель председателя Верховного Совета республики Ю. А. Шпигальских. На состоявшихся 26 декабря 2004 года выборах, которые проходили по пропорциональной системе, партия «Единая Россия» набрала 23,17 % и получила 11 мандатов. Таким образом Зимин стал депутатом, полномочия которого были признаны Верховным Советом РХ 14 января 2005 года.

### Депутат Госдумы
2 декабря 2007 года баллотировался на выборах в Государственную думу — шёл по списку «Единой России», где был первым номером в региональной группе Республика Хакасия. В итоге «Единая Россия» набрала в Хакасии 59,53 % и Зимин получил мандат депутата Государственной думы. Был членом фракции «Единая Россия», членом Комитета по аграрным вопросам.
В мае 2008 года Зимин стал секретарём политсовета хакасского отделения «Единой России».

### Глава Республики Хакасия

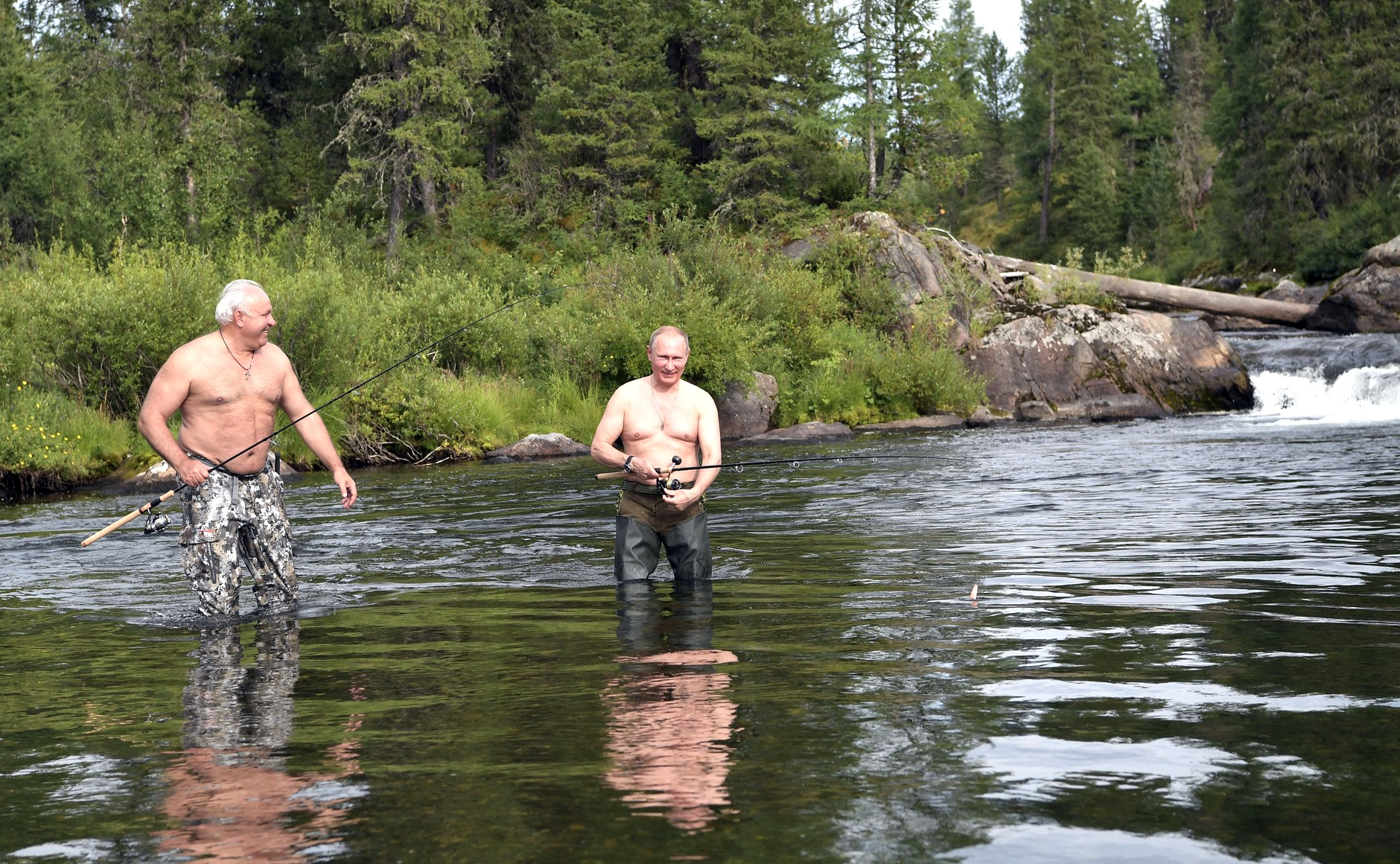
С президентом России Владимиром Путиным в Тыве. 2017 год

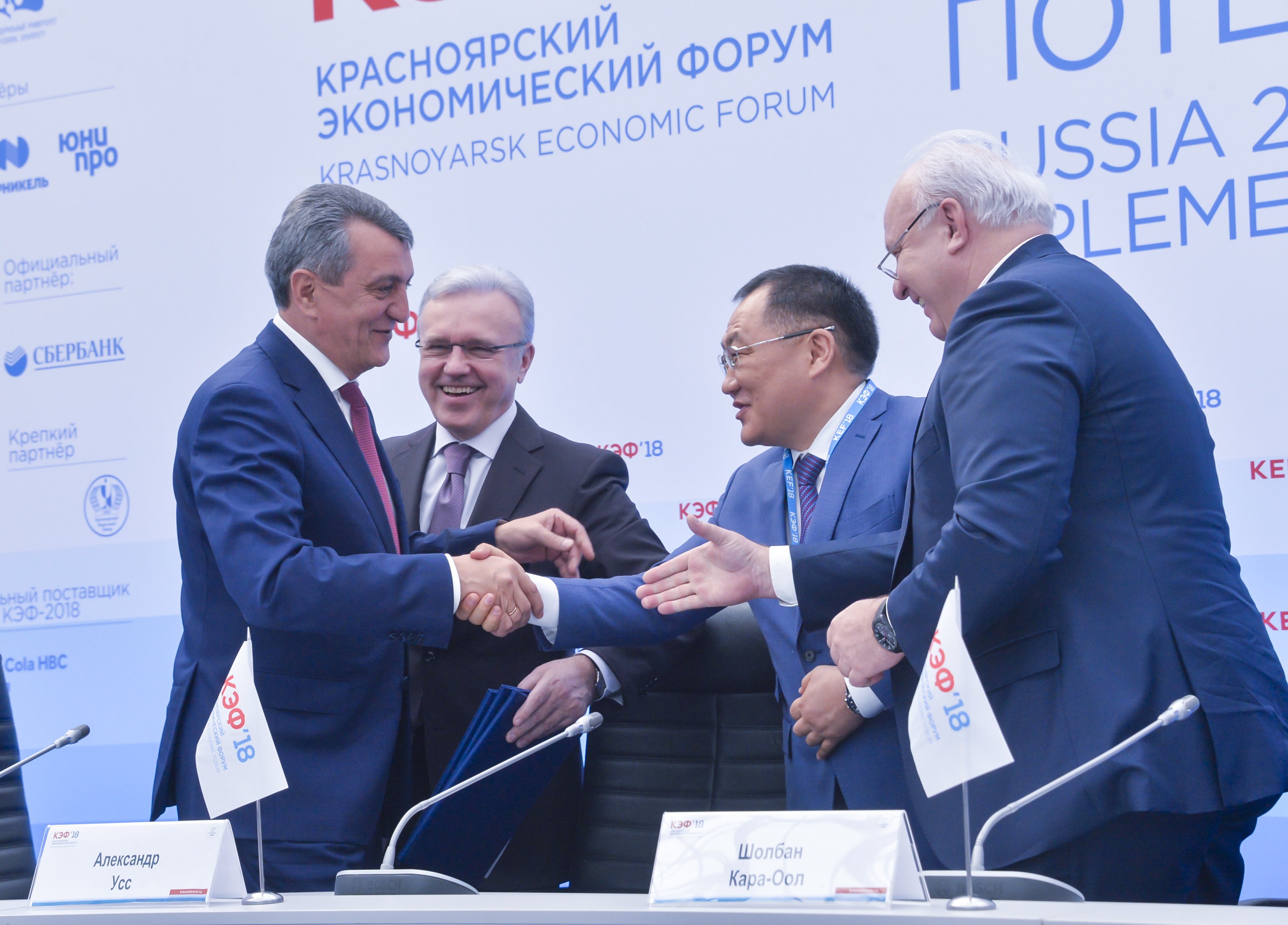
Виктор Зимин (справа) с главой Тывы Шолбаном Кара-оолом, губернатором Красноярского края Александром Уссом и полномочным представителем президента РФ в СФО Сергеем Меняйло на КЭФ-2018

8 декабря 2008 года президент России Дмитрий Медведев внёс на рассмотрение Верховного Совета Республики Хакасия кандидатуру Виктора Зимина для наделения его полномочиями председателя Правительства Республики Хакасия, 10 декабря депутаты Верховного Совета Хакасии утвердили Виктора Зимина новым губернатором региона (66 депутатов из 69 присутствующих проголосовали за, 3 — воздержались). 15 января 2009 года на сессии Верховного совета Хакасии Виктор Зимин официально вступил в должность главы республики.
С 29 ноября 2009 по 16 июня 2010 и с 26 мая по 22 ноября 2017 — член президиума Государственного совета Российской Федерации.
В 2010 году он стал также именоваться главой республики — председателем правительства республики.
В начале января 2013 года срок полномочий Зимина как главы республики истекал. Однако 14 января президент России Владимир Путин назначил Зимина временно исполняющим обязанности главы региона до выборов На состоявшихся в сентябре 2013 года выборах Виктор Зимин набрал большинство голосов (63,41 %) в первом туре и таким образом был избран главой Хакасии.
В единый день голосования 9 сентября 2018 года занял второе место на выборах главы региона, уступив кандидату от КПРФ Валентину Коновалову (32,4 % против 44,8 %). Подал заявление в избирком Хакасии об участии во втором туре (намеченном на 23 сентября), но 21 сентября 2018 года снял свою кандидатуру с выборов. СМИ, со ссылками на свои источники заявили, что снятие Виктора Зимина со второго тура выборов — решение Кремля, их реальная оценка шансов Зимина быть избранным без подтасовок и скандалов. В своём обращении, распространённом пресс-службой главы региона утром 22 сентября, он заявил, что «принял решение и уходит, чтобы не допустить раскола» в республике.  
3 октября 2018 года указом президента России временно исполняющим обязанности главы Республики Хакасия назначен Михаил Развожаев.

### Заместитель генерального директора ОАО «РЖД»
4 октября 2018 года в видеообращении на своей странице в Instagram Виктор Зимин сообщил, что будет работать в Москве на должности, связанной с развитием инфраструктуры в Сибири. С марта 2019 года — заместитель генерального директора РЖД — начальник дирекции развития железных дорог Восточного полигона (в него входят БАМ и Транссиб).

### Болезнь и смерть
В августе 2020 года в командировке на БАМе заразился коронавирусом, три месяца лечился в госпитале им. Вишневского Минобороны РФ. Умер в Москве утром 23 ноября 2020 года от тяжёлой формы пневмонии, вызванной коронавирусом SARS-CoV-2.
Похоронен в родной деревне Диссос Краснотуранского района Красноярского края рядом с могилами родителей.

## Семья
- Жена — Татьяна Зимина, работает учительницей и является соучредителем алюминиевой компании ООО «Промметалл»[25]. Дети:
  - Алёна Викторовна Зимина (род. 1980). По утверждению отца, дочь занимается бизнесом, не связанным с железнодорожным строительством[25].
  - Оксана Викторовна Зимина (род. 1986). Окончила среднюю школу с золотой медалью. После этого год учила английский язык. Учится в Будапеште на дипломата[25].
  - Татьяна Викторовна Зимина (род. 1995)[25].

## Награды
- Медаль ордена «За заслуги перед Отечеством» II степени[26].
- Почётный знак МПР России «За заслуги в заповедном деле» (28 августа 2013 года)[27]
- Орден святого благоверного князя Даниила Московского II степени (2011 год) — во внимание к деятельности в сфере церковно-государственных отношений и к помощи Абаканской епархии[28]
- Почётный железнодорожник.
- Медаль «Трудовая доблесть Хакасии» (2015 год)[29]
- Орден «За заслуги перед Отечеством» IV степени (2013 год)[30]
- Звание «Заслуженный строитель Республики Хакасия» (2015 год)[31]
- Почётный знак Союза журналистов России «За заслуги перед профессиональным сообществом» (2016 год)[32]